# Díky, Ameriko!
Díky, Ameriko! je památník připomínající osvobození Plzně americkou armádou v květnu 1945. Základní kámen budoucího pomníku byl položen v roce 1990, k odhalení hotového díla došlo 6. května 1995. Památník má podobu dvou žulových pylonů opatřených děkovnými nápisy v češtině a angličtině, před kterými se nachází kruhová deska s reliéfní mapou Evropy, na které je vyznačen postup amerických vojsk na evropském bojišti druhé světové války. Památník Díky, Ameriko!, spolu s blízkým pomníkem generála Pattona, jsou každoročně v květnových dnech místy pietních a vzpomínkových aktů.

## Historie
První pokus o vztyčení památníku americkým osvoboditelům Plzně se uskutečnil již krátce po skončení druhé světové války. V roce 1946 byla uspořádána výtvarná soutěž, ve které byl vybrán návrh akademického sochaře Oskara Kozáka. Základní kámen památníku byl položen ještě téhož roku, další stavbu však zhatil nástup komunistů k moci. Po únorovém puči roku 1948 byly vzpomínky na Američany režimem vymazány z učebnic historie, oficiální ideologie hlásala, že Československo osvobodila pouze Rudá armáda. Na stavbu památníku tak nebylo ani pomyšlení.
Po Sametové revoluci roku 1989 se však výstavba památníku stala pro občany i pro vedení města prioritou. Občané, kteří přes 40 let nemohli řádně uctít své osvoboditele, toužili po místě, které by bylo důstojnou připomínkou událostí roku 1945, a které by sloužilo jako místo vzpomínkových a pietních aktů. Základní kámen památníku byl položen již roku 1990 za účasti tehdejšího prezidenta Václava Havla a americké velvyslankyně v Česku Shirley Temple-Blackové. V roce 1993 proběhla architektonická soutěž na podobu pomníku, vítězný návrh sochaře Vladimíra Preclíka však narazil na odpor veřejnosti. Konečný návrh památníku je tak výsledkem workshopu, který uspořádala plzeňská radnice. Na výsledné podobě památníku se podíleli mimo jiné Jan Soukup (podoba pylonů) či František Bálek (bronzové prvky), dílo je však oficiálně považováno za kolektivní anonymní práci. Památník byl slavnostně odhalen v květnu roku 1995 při oslavách 50. výročí osvobození Plzně americkou armádou.
Žula pocházející z lomu Řásná u Mrákotína, ze které byly zhotoveny pylony, se však ukázala nedostatečně kvalitní. V pylonech se postupem času objevily trhliny a v roce 2016 dospěla situace do stavu, kdy nebylo možné vyloučit zřícení svrchní části některého z pylonů. Bylo proto rozhodnuto poškozené pylony odstranit a nahradit je novými, které před osazením projdou důkladnou kontrolou. Žula na nové pylony pocházela z lomu Carrieres Plo v městečku Saint Salvy de la Balme v jižní Francii. Památník byl po opravě znovu odhalen veřejnosti v květnu 2018.

## Popis
Památník se nachází na plzeňské křižovatce U Práce. Je orientován východo-západně. Dva žulové pylony mají čtvercovou základnu o straně 110 centimetrů a výšku 6,65 metru. Každý váží 22 tun. Na levém pylonu (při pohledu od západu) je znak 16. obrněné divize armády USA a nápis "THANK YOU AMERICA! ON MAY 6TH 1945 THE CITY OF PLZEŇ WAS LIBERATED BY THE U.S. ARMY.", na pravém pylonu pak český lev a nápis "DÍKY, AMERIKO! DNE 6. KVĚTNA 1945 MĚSTO PLZEŇ BYLO OSVOBOZENO AMERICKOU ARMÁDOU." Na dlažbě před oběma pylony se nachází velká bílá pěticípá hvězda, do jejíhož středu je vsazena kruhová bronzová deska s reliéfní mapou Evropy, na které jsou vyznačeny směry postupu amerických vojsk na evropském bojišti druhé světové války. Po obou bocích hvězdy stojí vlajkové stožáry. Na opačné straně památníku jsou schůdky, pod kterými je umístěna malá fontána.